# Karel Kramář

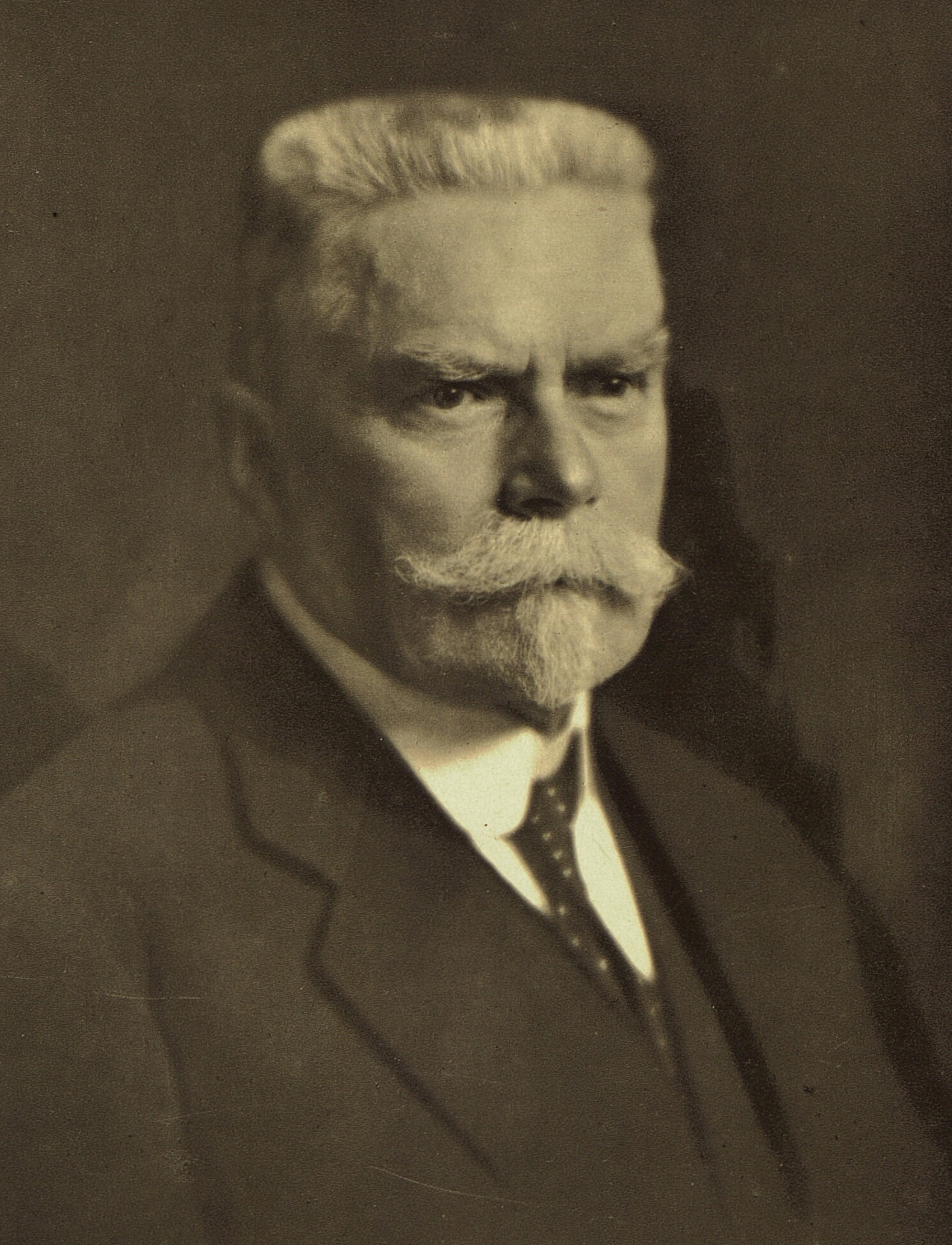
Karel Kramář (ca. 1920er)

Karel Kramář (* 27. Dezember 1860 in Vysoké nad Jizerou, Kaisertum Österreich; † 26. Mai 1937 in Prag) war ein tschechischer und tschechoslowakischer Politiker, erster tschechoslowakischer Ministerpräsident, Vorsitzender der tschechoslowakischen nationaldemokratischen Partei und Vorsitzender der nationalen Vereinigung.

## Leben
Kramář studierte Rechtswissenschaften an den Universitäten Prag, Berlin und Paris und promovierte zum Doktor der Rechte. Nebenher war er schriftstellerisch tätig und gründete die Zeitung Čas (Zeit). Er schloss sich bald den Jungtschechen an und kandidierte für diese 1891 erfolgreich bei den Reichsratswahlen im Wahlkreis Deutschbrod (heute Havlíčkův Brod). Später vertrat er die Prager Neustadt (Nové Město) im Wiener Reichsrat. Seit 1901 fungierte Kramář als Klubobmann der jungtschechischen Fraktion, 1907 übernahm er zudem das Amt eines Vizepräsidenten des Reichsrates.
Nach dem Ausbruch des Ersten Weltkriegs geriet Kramář mehr und mehr in scharfe Opposition zur Habsburgermonarchie und trat für eine Unabhängigkeit der Tschechen und Slowaken ein. Bereits vor Kriegsbeginn hatte Kramář in einem Brief an den russischen Außenminister Sasonow die Idee eines selbständigen Königreichs der Tschechen und Slowaken unter dem Szepter des Zaren formuliert. Im Mai 1915 wurde er deswegen, wiewohl als Parlamentsabgeordneter eigentlich immun, von den k. u. k. Behörden verhaftet und des Hochverrats angeklagt, wobei ihm auch seine Ehe mit einer Russin zur Last gelegt wurde. Ein Militärgericht verurteilte Kramář zum Tode, das Urteil wurde jedoch nicht vollstreckt. 1917 wurde Kramář im Zuge einer kaiserlichen Amnestie aus der Haft entlassen und nahm anschließend seine politischen Aktivitäten wieder auf.
Im Sommer 1918 ließ er sich von den tschechischen Abgeordneten des Reichsrates zum Vorsitzenden des Nationalausschuss (Narodní výbor československý) wählen. Am 26. Oktober 1918, als sich der Zusammenbruch der Habsburgermonarchie bereits deutlich abzeichnete, reiste Kramář als Leiter einer Delegation des Nationalausschusses nach Genf. Dort verhandelte er mit Edvard Beneš, dem wichtigsten Mitarbeiter Tomáš Garrigue Masaryks und Spiritus rector des Pariser Nationalrats der Exil-Tschechen, über die Details der Gründung eines tschechoslowakischen Staates. Zwei Tage später wurde die unabhängige Tschechoslowakei gleichzeitig in Prag, Genf und Washington D.C. proklamiert. Kramář unterstützte  die Wahl Tomáš Garrigue Masaryks zum Staatsoberhaupt und nahm mit seinem Außenminister Edvard Beneš an den Pariser Friedensverhandlungen teil, bei denen der Tschechoslowakei auch die Karpatenukraine zugesprochen wurde. Vom November 1918 bis Juni 1919 war er der Ministerpräsident der ersten regulären Regierung des Landes. Trotz dieses Erfolgs führten Streiks und Demonstrationen im Frühjahr 1919 zu einer schweren Regierungskrise in Prag. Im Juni 1919 musste Kramář bei den ersten demokratischen (Kommunal-)Wahlen eine bittere Niederlage hinnehmen: Seine Nationaldemokratische Partei landete hinter den Sozialdemokraten, die über 50 % der Stimmen erhielten, und der Agrarpartei lediglich auf dem dritten Rang. Kramář zog die Konsequenzen und trat am 7. Juli 1919 als Premierminister zurück. Spätere Versuche, wieder an die Regierung zu gelangen, scheiterten ebenso wie sein Versuch, 1935 zum Nachfolger Masaryks gewählt zu werden. Er ist begraben auf dem Olšany-Friedhof in Prag.